# Einstieg Magazin
Das Einstieg Magazin bietet Jugendlichen Orientierung während der Zeit der Studien- und Berufswahl: Das Jugendmagazin informiert über Studien- und Ausbildungsgänge, porträtiert Hochschulen, Unternehmen und Branchen, stellt Wege ins Ausland nach dem Schulabschluss vor und gibt Bewerbungstipps. Erhältlich ist das Magazin kostenlos an mehr als 3.000 Schulen in Deutschland, in den Berufsinformationszentren (BIZ) der Bundesagentur für Arbeit sowie bei anderen Bildungseinrichtungen und auf den Einstieg Messen. Herausgeber ist die Einstieg GmbH mit Sitz in Köln.

## Geschichte
Die Einstieg GmbH wurde 1997 gegründet, die erste Ausgabe des Einstieg Magazins erschien ebenfalls 1997. In den Anfangsjahren erschien das Einstieg Magazin noch zweimal im Jahr, mittlerweile erscheinen jährlich vier Ausgaben der Zeitschrift. 2012 erfolgte der letzte Relaunch. Die Print-Ausgabe des Magazins wurde 2019 eingestellt.

## Themen
Der thematische Schwerpunkt des Einstieg Magazins liegt auf der Studien- und Berufswahl. Jede Ausgabe beinhaltet
- ein Titelthema, das sich ausführlich einer bestimmten Branche bzw. einem bestimmten Studienfeld widmet (z. B. Handel, Banken und Versicherungen, Ingenieurwesen)
- ein mehrseitiges Special, das ein allgemeineres Thema beleuchtet (z. B. Bewerbung, duales Studium, Orientierung, Wege ins Ausland)
- weitere Texte, u. a. Studiengangs- und Berufsporträts, Erfahrungsberichte, bunte Interviews sowie die festen Rubriken Neue Studiengänge, Studium News und Ausbildung News.

Im Jahr 2012 war das Einstieg Magazin Medienpartner des Wissenschaftsjahres „Zukunftsprojekt Erde“ des Bundesministeriums für Bildung und Forschung. Im Rahmen dieses Jahres berichtete die Zeitschrift verstärkt über Studiengänge mit Nachhaltigkeitsbezug.

## Veranstaltungen
Die Einstieg GmbH ist Veranstalter von jährlich acht Messen zur Studien- und Berufswahl im gesamten Bundesgebiet und führt auf diese Weise Schüler, Unternehmen und Hochschulen zusammen. Auf den Einstieg Messen ist die Redaktion des Einstieg Magazins mit eigener Vortragsbühne, der Einstieg Magazin-Bühne, vertreten.

## Webportal
Die aktuelle sowie ältere Ausgaben des Einstieg Magazins sind als E-Paper auch online auf Einstieg.com erhältlich. Die tagesaktuelle Seite bietet unter der Adresse www.einstieg.com News und Basiswissen zu den Themen Studium, Ausbildung und Berufseinstieg, darüber hinaus innovative zielgruppengerechte Tools wie den Einstieg Berufswahltest und die Suchmaschine "Zukunftsnavi".

## Wettbewerbe
Seit 2007 veranstaltet das Einstieg Magazin jährlich das sogenannte Cover-Voting: Leser bewerben sich mit eigenen Porträtbildern, die User von Einstieg.com stimmen anschließend über den Gewinner ab. Dieser wird zu einem professionellen Fotoshooting eingeladen und ziert das Cover der nächsten Magazin-Ausgabe.

## Auszeichnungen
2009 erhielten das Einstieg Magazin und Einstieg.com das Comenius-EduMedia-Siegel. Laut der Gesellschaft für Pädagogik und Information e.V. (GPI) zeichnen sich beide Produkte durch ihre inhaltlich, pädagogisch und gestalterisch besonders wertvolle Qualität aus.